# Margie (jazzstandard)
Margie, ook wel My little Margie is een lied geschreven door Con Conrad, J. Russel Robinson (muziek) en Benny Davis (tekst). Conrad en Davis waren vaudevilleartiesten. De eerste muziekgroep die het speelde was de Original Dixieland Jazz Band, waar Russel Robinson lid van was. De eerste band die het opnam was echter het Rega Dance Orchestra, het is dan oktober 1920. Het lied is geïnspireerd op de toen vijfjarige dochter van zanger en songwriter Eddie Cantor. Hij nam het ook op en had er een (toen) grote hit mee.
In de loop der jaren verschenen talloze herinterpretaties van het lied: Ray Barretto, Bix Beiderbecke, Cab Calloway, Bing Crosby, Duke Ellington, Louis Armstrong, Johnny Mercer, Dave Brubeck, Ray Charles, Frank Crumit, Erroll Garner, Al Hirt, Claude Hopkins, Ted Lewis, Jimmie Lunceford, Shelly Manne, Oscar Peterson, Benny Goodman, André Ekyan (met Django Reinhardt), Don Redman, Fats Domino, Charlie Shavers, Jimmy Smith, Jo Stafford, Joe Venuti, Jorgen Ingmann en Slim Whitman namen het op. Voor Nederland was er een versie van de Dutch Swing College Band, verschenen op Decca Records.
De jazzstandard was te horen in de films Margie uit 1926 van Max Fleischer, Stella Dallas uit 1937, Margie uit 1946 en uiteraard in The Eddie Cantor Story uit 1953.

## Original Dixieland Jazz Band
RCA Victor bracht de versie van The Original Dixieland Jazzband uit op een 78-toeren plaat onder catalogusnummer 18717. Het was daarop gekoppeld in medleyvorm met Singin' the blues. De B-kant was gevuld met Palesteena.

## Fats Domino
De versie die het meest tot de verbeelding sprak was die van Fats Domino. Het verscheen samen met I'm ready als dubbele A-kant bij Imperial Records (VS). Hij had er van 11 mei 1959 tot 8 juni 1959 een hitje mee in de Verenigde Staten. Een grote hit werd het niet, want hij kwam in acht weken Billboard Hot 100 niet verder dan een 51e plaats. Rond diezelfde tijd kreeg het ook een notering in de voorloper van de UK Singles Chart met vijf weken, hoogste notering plaats 18. Nederland en België hadden toen nog geen officiële hitparades.

### NPO Radio 2 Top 2000
Margie stond alleen in 2000 in de NPO Radio 2 Top 2000, op plek 1682.
- Gemeinsame Normdatei: 1156304717
- Library of Congress Control Number: nr2006028678
- MusicBrainz release group: 108ef35e-7f05-44e2-bcb1-2480a6393a23
- MusicBrainz work: 9d160e2e-817e-3577-8c5a-9617964f34fd
- Virtual International Authority File: 180579790